# Slussplan, Stockholm

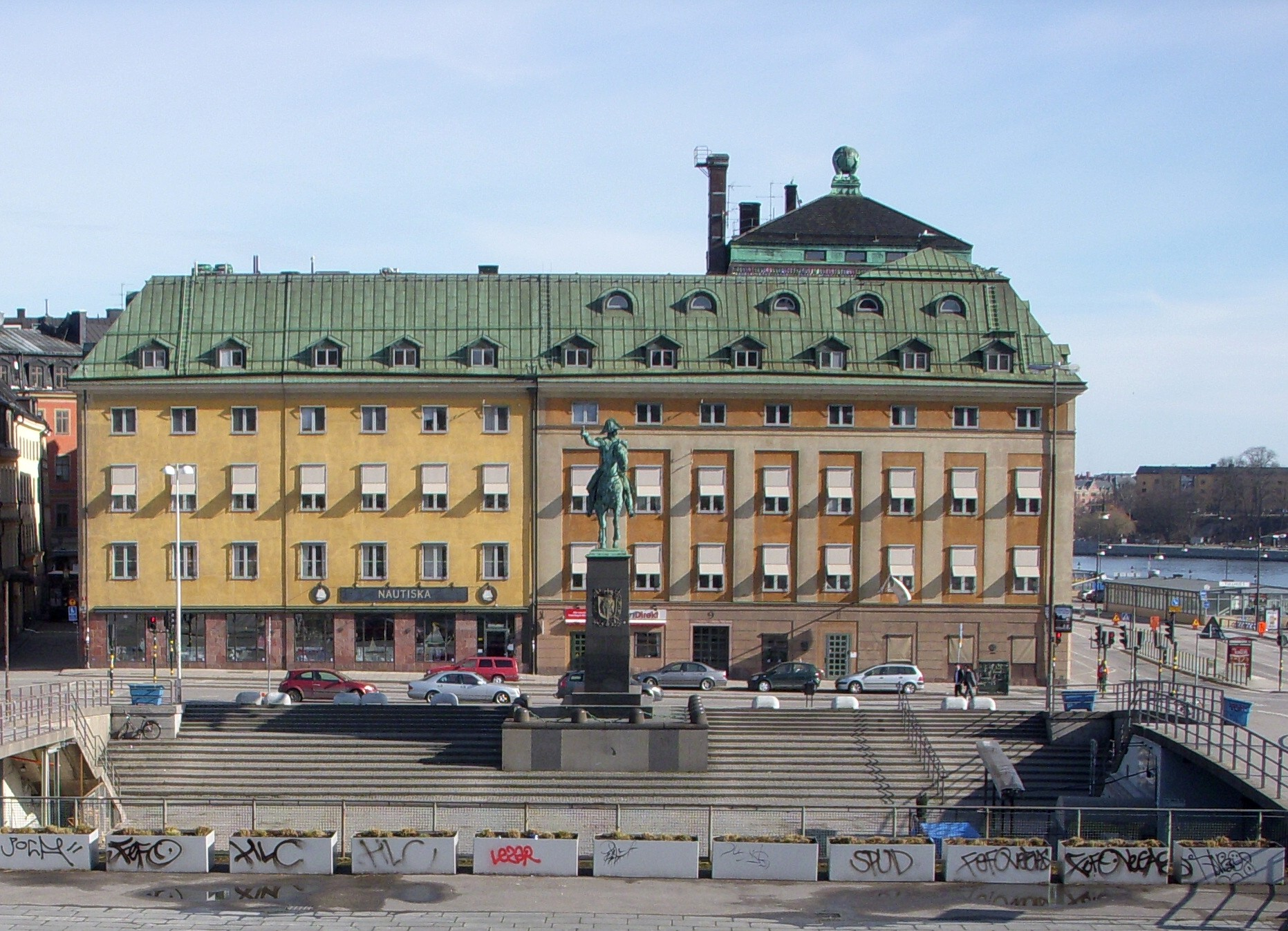
Slussplan med Räntmästarhuset och Karl XIV Johans staty.

Slussplan är en gata i Gamla stan i Stockholm som går på norra sidan av Slussen och det som var Karl Johans torg.
Planen tillkom i samband med ombyggnaden för Slussenområdet 1846-1856, då Nils Ericsons sluss byggdes. Namnet Slussplan började användas i Stockholms adresskalender från år 1872.
Hörnhuset Slussplan/Skeppsbron kallas Räntmästarhuset, ursprungshuset är byggt på 1660-talet och arkitekt var troligen Nicodemus Tessin d.ä. Det har byggts om ett flertal gånger; på 1890-talet av Fredrik Lilljekvist och senast i början av 1970-talet med Anders Tengbom som arkitekt. Byggnaden har fått sitt namn efter byggherren, räntmästaren Börje Cronberg. 
Under ombyggnad av Slussen var det från juni 2016 förbjudet för biltrafikanter, förutom bussar, att använda Slussplan för att ta sig till Skeppsbron. Ett spårviddshinder såg till att förbudet efterlevs. Inför invigningen av Guldbron togs hindret bort i mars 2020. Det är tillåtet att åka mot Södermalm från Skeppsbron via Slussplan men norrgående trafik har ersatts av Guldbron.